# Aldona Różanek
Aldona Różanek, pseud. literackie Dona Rose; Sainada (ur. 9 sierpnia 1960 w Pleszewie) – polska literatka, dziennikarka, scenarzystka, fotograf, malarka i teolog.

## Twórczość
Ukończyła Liceum Ogólnokształcące w Pleszewie (1979), Studium Pedagogiczne w Kaliszu (1983), Papieski Wydział Teologiczny w Poznaniu (1990). Publikowała w prasie (m.in. Gazeta Poznańska, Życie Pleszewa, DSP w Chicago i wielu wydawnictwach książkowych.
Jest autorką aforyzmów, wierszy, scenariuszy, tekstów piosenek, bajek, apoftegmatów, opowiadań i antologii oraz obrazów akrylowych na płótnie i krzyżówek. Ułożyła największą autorską krzyżówkę świata według kryteriów z Księgi Guinnesse'a  (1991) i napisała najdłuższy list do wydawcy, opublikowany w książce "Niczego zanadto! Mądrość i dowcip stuleci" (1991). Opublikowała ok. 40 książek. Wraz z zespołem The Fact'O zrealizowała płytę "Poza czasem" (2007). Doprowadziła do realizacji filmu fabularnego – muzycznego, "The Red Queen, Felliniesque Players" w Los Angeles, który miał premierę w 2009 r. na Festiwalu Filmów Niezależnych im. Avy Gardner w Smithfield w Północnej Karolinie (USA). Obecnie redaguje Pozytywną Gazetę.

## Publikacje książkowe
- Niczego zanadto! Mądrość i dowcip stuleci. (1991) Częstochowa: Technopol
- Mądrość świata (1995) Wrocław: Wydawnictwo Europa
- Świadkowie Jehowy: strażnicy prawdy czy błędu? (1995) Marki-Struga: Michalineum
- Niczego zanadto! II. Aforyzmy i wiersze. (1996) Pleszew: Agencja Wydawnicza Oskar
- Pleszewskie portrety z pasją. (2000) Pleszew: Agencja Wydawnicza Oskar
- Być człowiekiem. (2000) Wrocław: Astrum[3]
- Ogród życia. (2004) Katowice: Księgarnia Św. Jacka
- Perły miłości (2005) Wrocław: Wydawnictwo Europa
- Sztuka życia (2005) Wrocław: Wydawnictwo Europa
- Dla Ciebie. Dobre myśli na każdy dzień. (2007) Sandomierz: Wydawnictwo Diecezjalne i Drukarnia
- Księga aforyzmów. Najważniejsze w życiu. (2010) Kraków: Wydawnictwo Petrus[4]
- Krótkie bajki o wielkich sprawach. (2011) Kraków: Wydawnictwo Petrus
- 15 Dróg do sukcesu. (2016). Kraków. Wydawnictwo Petrus
- 365 Dni szczęścia. (2018).Białystok. Wydawnictwo New Space.

## Scenariusze filmowe
- The Red Queen, Felliniesque Players. (2009) Los Angeles[5]